# International Watch Company
International Watch Company også kaldet IWC, er en højkvalitets urfabrikant beliggende i Schaffhausen i Schweiz. Virksomheden blev grundlagt i 1868.